# Gustav Adolf von Baudissin
Gustav Adolf von Baudissin (* 4. Oktober 1626 in Elbing; † 10. April 1695 in Aurich) war ein in königlich dänischen Diensten stehender Generalleutnant, Oldenburger Geheimrat und Unternehmer.

## Leben

### Frühe Jahre
Baudissins Eltern waren der Feldmarschall Wolff Heinrich von Baudissin (1579–1626) und dessen erste Ehefrau Anna Sophia von Kißleben. Er war damit Angehöriger des ursprünglich aus der Oberlausitz stammenden meißnisches Adelsgeschlechts Baudissin. Er war außerdem Angehöriger der holsteinischen Recepti sowie des dänischen Adels. Seine Mutter starb bereits kurz nach seiner Geburt.
Im Jahr 1635 hatte der Oldenburger Graf Anton Günther seinem Vater das Gut Neuenfelde bei Elsfleth geschenkt. Die Quellen legen nahe, dass Baudissin dort seine Kindheit verbrachte und dann ab 1638 in der Ritterakademie in Sorø auf Seeland seine Ausbildung erhielt. Auf Gut Neuenfelde lernte er auch den Oldenburger Rat Matthias von Wolzogen (1588–1665) kennen, der ihn förderte und später mit kleineren diplomatischen Aufgaben betraute.

### In dänischen Diensten
Baudissin war ab 1644 in Diensten der dänischen Armee und nahm am Feldzug in Schonen gegen Schweden teil. 1653 war er im
Gefolge des dänischen Offiziers Ulrich Friedrich Gyldenlöwe an einem Feldzug in den Spanischen Niederlanden beteiligt. Er stieg auf und wurde am 25. April 1660 von Feldmarschall Eberstein zum Oberstleutnant, laut anderer Quellen zum Oberst,  ernannt. 1662 wurde er  Generalwachtmeister. Im gleichen Jahr wurde er vom späteren dänischen Reichskanzler Peder Schumacher Griffenfeld nach Brügge geschickt, um den dänischen Verräter Corfitz Ulfeldt zu verhaften. Dieser stand aber dort unter dem Schutz des Rates und besonders des Bürgermeisters, so dass seine Mission misslang. Dennoch wurde Baudissin am 29. Juni 1663 zum Generalmajor ernannt. Am 27. Juni 1664 wurde er von König Friedrich III. zum Vizestatthalter in Oldenburg und Delmenhorst und zum Kommandanten der Festungen und Truppen in diesen Grafschaften ernannt. Friedrich III. war bereits 1664 in den Besitz der Grafschaften gekommen, da der kinderlose Oldenburger Graf Anton Günther seinen unehelichen Sohn Anton I. als Statthalter durchsetzen wollte und daher die Grafschaften schon 1664 an den rechtmäßigen Erben Friedrich III. übergab. Außerdem wurde er Gouverneur der dänischen Herrschaft Jever. Im Jahr 1664 machte er erneut einen vergeblichen Versuch Corfitz in Schottland zu verhaften. Nach dem Tod des Oldenburger Grafen Anton Günther 1667 sollte Baudissin wegen seiner Verdienste als Hofmeister Gouverneur der inzwischen an das Fürstentum Anhalt-Zerbst gefallenen Herrschaft Jever werden. Baudissin kam diesen Plänen aber zuvor, indem er von sich aus um seine Entlassung bat und sich mit Grundbesitz (St. Jürgenshof) in Oldenburg sowie einem wertvollen Pferd abfinden ließ.
Ab dem 2. Januar 1668 trat Baudissin wieder in dänische Dienste und wurde von Friedrich III. und seinem Koadjutor Christian Albrecht zum Generalvogt und Oberbefehlshaber von Oldenburg, Delmenhorst und Butjadingen ernannt. Am 14. Januar 1672 wurde er Ritter des Danebrog-Orden (Weißer Ritter) und im gleichen Jahr Mitglied der Generalität. Im Jahr 1675 wurde er noch zum Generalleutnant der Kavallerie ernannt.

### Im Nordischen Krieg
Als der Nordische Krieg ausbrach, beteiligte sich Baudissin im Auftrag des dänischen Königs ab Herbst 1675 am Bremen-Verdener Feldzug auf der Seite der antischwedischen Koalition. Dazu hatte er ein Reiterregiment mit sechs Kompanien und ein Infanterie-Regiment aus 12 Kompanien mit jeweils 125 Mann angeworben. Der Feldzug war erfolgreich und die schwedischen Truppen konnten lediglich die beiden Festungen Stade und Carlsburg behaupten. Am 22. August 1675 wurde Baudissin in diplomatischem Auftrag zum mit Dänemark verbündeten Bischof von Münster Christoph Bernhard von Galen geschickt, um über die besetzen Gebiete zu verhandeln. Ab Herbst 1675 war Baudissin dann mit seinen Truppen an der Eroberung der Festung Carlsburg und nach deren Fall im Januar 1676 an der Belagerung der letzten schwedischen Festung Stade beteiligt. Bei der Eroberung von Stade wurde er verwundet. Danach warb Baudissin in den Grafschaften Oldenburg und Delmenhorst das Oldenburger Landregiment an und ernannte Oberst Anton Günther von Ellebrecht zum Kommandeur. Nachdem die Operationen in Norddeutschland weitgehend abgeschlossen waren, erhielt Baudissin am 4. August 1676 den Befehl, sich beim Heer im dänisch besetzten Schonen einzufinden. Nach der dänischen Niederlage in der Schlacht bei Halmstad wurde er allerdings weiter nach Norwegen befohlen, um den dort inzwischen als Statthalter tätigen dänischen Oberbefehlshaber Ulrich Friedrich Gyldenlöwe zu unterstützen. Dort kam er jedoch nie an und seine Truppen waren an verschiedenen anderen Kriegsschauplätzen gebunden.
Für seine Verdienste wurde Baudissin am 20. Januar 1677 zusätzlich zu seinem militärischen Kommandos zum Statthalter der Herzogtümer Schleswig, Holstein und den Grafschaften Oldenburg und Delmenhorst ernannt. Wiederum betraute man ihn mit diplomatischen Missionen beim Bischof von Münster, um dort um zusätzliche Truppen zu bitten. Am 14. Juli 1677 nahm Baudissin als Kommandant des rechten Flügels unter dem Feldmarschall Joachim Rüdiger von der Goltz an der Schlacht bei Landskrona teil. Nach der verlorenen Schlacht kam es zu Streitigkeiten mit dem Goltz, dem Baudissin vorwarf, das Heer schlecht positioniert zu haben. Die Auseinandersetzung führte zu einer erbitterten Feindschaft zwischen den Generälen. Baudissin führte die Kavallerie zurück nach Kristianstad. In einem Bericht vom 21. August 1677 schrieb er, dass die Reiterei erschöpft sei, es an Offizieren fehle und die feindliche schwedische Reiterei mit 5000 zu 2500 überlegen sei; folglich sollte sie nach Dänemark zurückgezogen werden, um sich zu erholen.
Der ab Sommer 1677 für Dänemark unglücklich verlaufende Feldzug wirkte sich schließlich negativ auf Baudissins Karriere aus. Er wurde vom Kriegsschauplatz abgezogen und erhielt am 30. August 1677 das Kommando über die Miliz der Herzogtümer Schleswig und Holstein. Am 1. September 1677 erhielt er wegen privaten Angelegenheiten Urlaub, die er vermutlich zu einem Duell mit Goltz in Hamburg nutzte. Insgesamt war seine Situation nicht zufriedenstellend, da ihm weitere Beförderungen, ein Regimentskommando sowie Sold und weitere Ausgaben verweigert wurden. Im Herbst des Jahres 1678 wurde er wieder zum Bischof von Münster geschickt, um über weitere Hilfstruppen zu verhandeln. Auf dem Rückweg machte er Station auf dem Gut Ihlow in Ostfriesland, von dem er eine Beschwerdebrief an den dänischen König Christian V. schrieb. Eine vom König offiziell geführte Untersuchung eines missglückten Einsatzes Baudissins bei Kristianstad, die er als Ehrverletzung empfand, sowie der Sturz seines Protektors Griffenfeld, verschlechterten die Lage außerdem. So gelang es nicht, eine Einigung herbeizuführen, obwohl der dänischen Regierung grundsätzlich daran lag, Baudissin in ihren Diensten zu behalten. Am 8. August 1678 bat er endgültig um seine Entlassung.

### Als Privatmann
Während seines Ruhestands hielt sich Baudissin dann viel am ostfriesischen Hof bei der Regentin und Fürstenwitwe Christine Charlotte auf. Von dort verwaltete er auch seinen Besitz in Oldenburg. Er hatte gute Bankverbindungen nach Amsterdam und war seit 1681 mit dem Nürnberger Kaufmann Andreas Ingolstetter bekannt. Er muss gute Gewinne gemacht haben, denn als 1682 der Charlottenpolder bei Bunde eingedeicht wurde, konnte er dem Fürstenhaus 2000 Taler leihen. Auch als eine Sturmflut das Land wiederzuholen drohte, konnte er Geld für Reparaturen leihen. Allerdings musste das Fürstenhaus ihm das Land als Sicherheit überlassen. Seine Verbindungen zum dänischen Königshof waren trotz seines Abschiedes noch sehr gut. Als durch seine Vermittlung 1682 der spätere Fürst von Ostfriesland Christian Eberhard in Kopenhagen den Elephanten-Orden verliehen bekam, erreichte dieser auch gleich eine Befreiung vom Weserzoll für seinen Freund Baudissin.
1689 ging Baudissin nach England, um dort in Esher eine Messingschmiede mit Schmelzhaus und Drahtzieherei zu finanzieren. Dort traf er Maria Cotton, die einer bedeutenden Adelsfamilie in Middlesex entstammte. Er heiratete sie am 14. Juli 1692 und trat für die Heirat sogar zum katholischen Glauben über. 1694 kehrte er ohne seine Frau nach Ostfriesland zurück, erkrankte schwer und starb im April 1694 in Aurich. Offenbar hatte er niemanden erzählt, dass er verheiratet und katholisch geworden war, denn er wurde nach lutherischem Ritus in der Lambertikirche beigesetzt. Sein Nachlass ging wie vorgesehen an das Fürstenhaus. Als seine Frau vom Tod ihres Mannes erfuhr, reiste sie nach Emden und machte ihre Ansprüche geltend. Sie wurde mit 6100 Talern abgefunden und starb 1696 in London.

### Nachkomme
Da Baudissins Beziehung zu Fürstin Christine Charlotte schon von den Zeitgenossen als sehr eng bezeichnet wurde, kursierte ab 1678 das Gerücht, dass sie einen Sohn von ihm habe. Tatsächlich hatte Baudissin einen natürlichen Sohn, Gustav, der, von ihm finanziell unterstützt, in einer Pflegefamilie möglicherweise in Süddeutschland aufwuchs. Direkte Verbindungen zu Christine Charlotte lassen sich jedoch nicht herstellen. Auch blieb seine Ehe kinderlos.